# Potentilla algida
Potentilla algida är en rosväxtart som beskrevs av Sojak. Potentilla algida ingår i Fingerörtssläktet som ingår i familjen rosväxter. Inga underarter finns listade i Catalogue of Life.